# Brabham BT49
La Brabham BT49 (con la variante BT49B e le successive evoluzioni BT49C e BT49D) è stata una monoposto di Formula 1 ad effetto suolo realizzata dal team inglese Brabham su progetto di Gordon Murray che ha preso parte ai Campionati Mondiali dal 1979 al 1982. Nelson Piquet si laureò campione del mondo nel 1981 al volante di una BT49C.

## Tecnica
La BT49 fu un modello molto semplice costruito in alluminio attorno al motore Ford Cosworth DFV V8, adottato in sostituzione del motore Alfa Romeo. Il telaio monoscocca a sandwich di alluminio derivava da quello impiegato sulla precedente BT48 (due telai di tale modello vennero inizialmente riadattati) e la struttura del mezzo era stata impostata in maniera tale da accentuare il più possibile l'effetto suolo. Visti i minori consumi del DFV rispetto al V12 Alfa Romeo montato in precedenza si rese possibile una diminuzione della capacità del serbatoio di carburante.
Nella prima metà della stagione 1980 fu approntata la BT49B, usata contemporaneamente al modello originale fino al GP d'Olanda, che faceva uso di uno specifico cambio trasversale Weismann dalle dimensioni molto ridotte, equipaggiabile con 5 o 6 rapporti, che permetteva un miglior flusso dell'aria sotto la vettura, alla ricerca di un maggiore effetto suolo consentendo l'uso di una sospensione posteriore con le molle montate dietro alla scatola del cambio, riducendo ulteriormente le interferenze aerodinamiche. A causa della sua inaffidabilità venne accantonata a partire dal Gran Premio d'Olanda in favore del precedente modello dotato del più tradizionale e ingombrante cambio Hewland.
Tra il 1980 e il 1981 un esemplare modificato e denominato BT49T fu impiegato come muletto per i primi collaudi del motore BMW quattro cilindri da 1,5 litri dotato di un singolo turbocompressore KKK che avrebbe equipaggiato poi la BT50 e che era accreditato di oltre 550 CV.

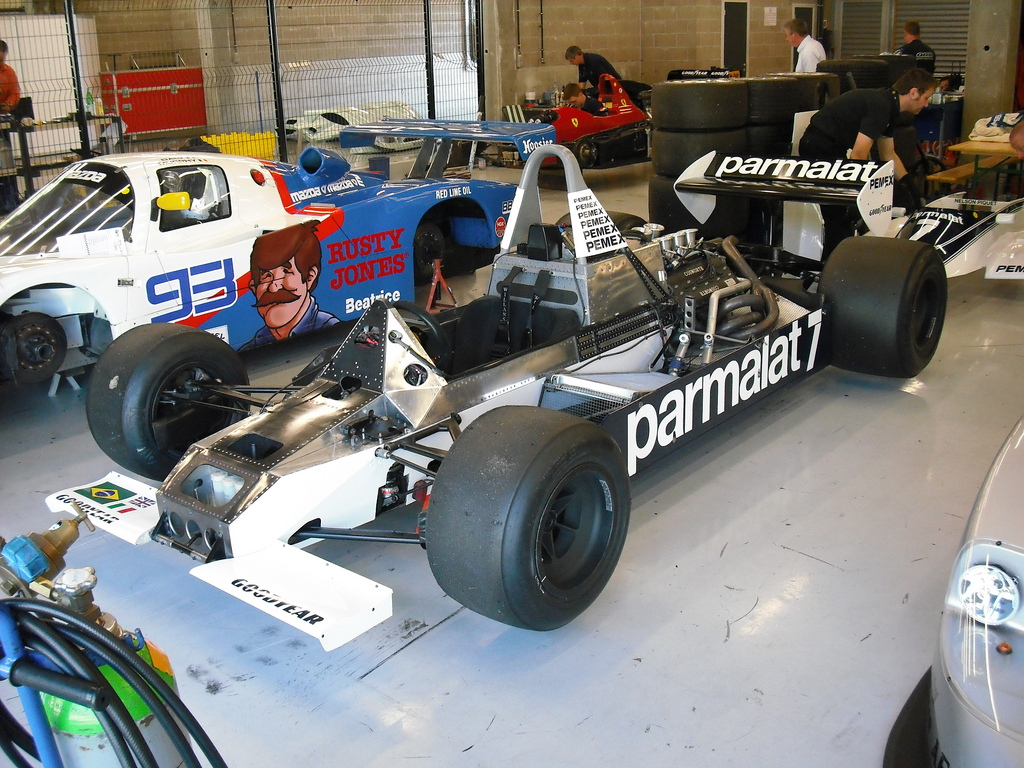
Una BT49C senza carrozzeria, visibile dietro la vettura

Nel 1981, per conformarsi al nuovo regolamento, la BT49 venne sviluppata e fu ottenuta così la versione BT49C, dotata di un telaio con rinforzi in fibra di carbonio per alleggerire il peso complessivo e migliorarne la resistenza torsionale. Dopo la messa al bando delle minigonne scorrevoli e l'introduzione dell'altezza minima dal suolo di 60 mm, la BT49C venne equipaggiata con delle sospensioni idro-pneumatiche, il cosiddetto correttore d'assetto, che avevano il compito di aumentare la deportanza della vettura, permettendo alla monoposto di abbassarsi progressivamente sotto alla spinta del carico aerodinamico (quindi senza alcun intervento del pilota, che era ciò che imponeva il regolamento) per poi altrettanto progressivamente rialzarsi una volta cessata tale spinta, quindi superare tranquillamente le verifiche ai box per la distanza minima regolamentare di 6 cm del fondo vettura dal suolo. Accusata di irregolarità, il punto, ineccepibile, secondo Murray era che tutte le monoposto, ad ogni avvallamento o sobbalzo del fondo della pista o per la pressione data dalla deportanza, finivano ripetutamente al di sotto dell'altezza minima per il lavoro di compressione delle sospensioni, anche nel corso di un giro. La sospensione della Brabham, grazie al lavoro del pistone idropneumatico, aveva solo una corsa maggiore. Della BT49C venne prodotta anche una vettura alleggerita appositamente pensata per le qualifiche, con serbatoio del carburante più piccolo e freni a disco in carbonio.
Nel 1982 la BT49 venne ulteriormente sviluppata e portata così alla versione BT49D. Oltre ad essere più leggere delle precedenti, tutte le BT49D erano dotate di freni in carbonio raffreddati ad acqua, con il liquido che veniva spruzzato contro i dischi freno ed era contenuto in un apposito serbatoio da circa 50 litri. Proprio questo sistema, col liquido da rabboccare a fine gara per rientrare nel peso limite regolamentare, fu uno dei motivi che portò alla squalifica di Piquet al GP del Brasile.
La ragione del successo del modello, al di là della pulizia aerodinamica, fu molto dovuta alla rigidità strutturale del telaio, caratteristica comune alla Williams (che lo aveva capito dai suoi studi) ed alla Ligier (che le costruiva rigide perché l'esperienza della sua equipe veniva dalle vetture sport). La aumentata rigidità era richiesta dalla moltiplicata accelerazione laterale delle vetture ad effetto suolo.

## Le stagioni

### 1979
La BT49 debuttò al Gran Premio del Canada 1979 nelle mani di Nelson Piquet con la vecchia livrea della BT48. Niki Lauda, che avrebbe dovuto guidare una BT48, partecipò alla prima sessione di prove libere ma decise di ritirarsi dal mondo delle corse per dedicarsi a tempo pieno alla sua neonata compagnia aerea Lauda Air. In sua sostituzione venne ingaggiato l'argentino Ricardo Zunino, proveniente dalla Formula Aurora e sostenuto economicamente dalla facoltosa famiglia, che concluse la gara al settimo posto, favorito anche da numerosi ritiri, mentre Piquet si ritirò al sessantunesimo giro a causa di una rottura del cambio mentre era in terza posizione. Al successivo Gran Premio degli Stati Uniti d'America-Est Zunino si ritirò per un testacoda e Piquet a causa di un guasto alla trasmissione.

### 1980
Nel 1980 la vettura, con la nuova livrea bianca e blu, fu sviluppata meglio, permettendo a Piquet di battersi per il titolo con Alan Jones.
Dopo che Piquet rimase in lotta per il titolo piloti per tutta la stagione, arrivando al Gran Premio d'Italia con un punto di vantaggio sull'australiano, al successivo Gran Premio del Canada il brasiliano fu costretto ad utilizzare il muletto dopo che la sua BT49 fu danneggiata in un incidente alla partenza: in gara il motore del muletto si ruppe costringendo il brasiliano al ritiro e consegnando matematicamente il titolo ad Alan Jones, che giunse primo. Alla guida della seconda BT49 venne confermato Zunino che però venne sostituito a metà stagione da Héctor Rebaque dopo che la famiglia dell'argentino non versò al team il capitale dovuto. Il messicano, anch'esso sostenuto dai capitali della famiglia, ottenne come miglior piazzamento un sesto posto al Gran Premio del Canada.
In vista della stagione 1981 il pilota di CART Rick Mears testò la BT49 al Circuito Paul Ricard girando mezzo secondo più lento di Piquet, mentre al Circuito di Riverside fu più veloce del brasiliano. A Mears venne offerto un contratto per il 1981 ma rifiutò per continuare a gareggiare con la Penske in CART. Al posto di Mears venne riconfermato Rebaque.

### 1981

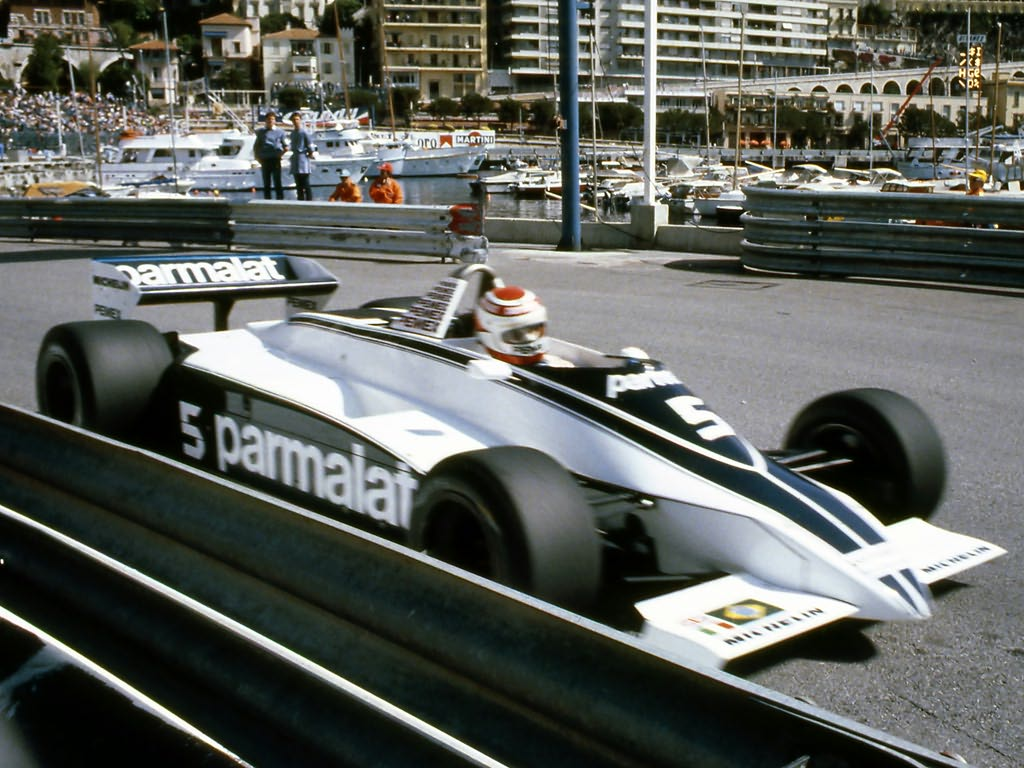
Piquet alla guida di una BT49C al Gran Premio di Monaco 1981

Al Gran Premio del Sudafrica, non valido per il mondiale a causa della guerra FISA-FOCA, venne utilizzata nuovamente la BT49B con Piquet che concluse secondo e Zunino, che sostituì Rebaque colpito da un'epatite, ottavo. Al successivo Gran Premio degli Stati Uniti d'America-Ovest debuttò la nuova BT49C su cui era installato un sistema idro-pneumatico di regolazione dell'assetto, che però non funzionò alla perfezione e venne migliorato nei primi gran premi della stagione. Al Gran Premio d'Argentina, vinto da Piquet partito dalla pole position, Frank Williams guidò una protesta contro la flessibilità delle minigonne fisse utilizzate sulla BT49C per sigillare il flusso d'aria sotto le pance. Al Gran Premio di San Marino le minigonne flessibili della BT49C vennero bandite e sostituite da minigonne fisse. A partire dal Gran Premio di Francia la Brabham tornò ad utilizzare pneumatici Goodyear dopo avere iniziato la stagione con Michelin a causa del temporaneo ritiro dalla Formula 1 dell'azienda statunitense. Al Gran Premio di Las Vegas Piquet concluse quinto vincendo il campionato piloti con un punto di vantaggio su Carlos Reutemann, giunto fuori dai punti.

### 1982

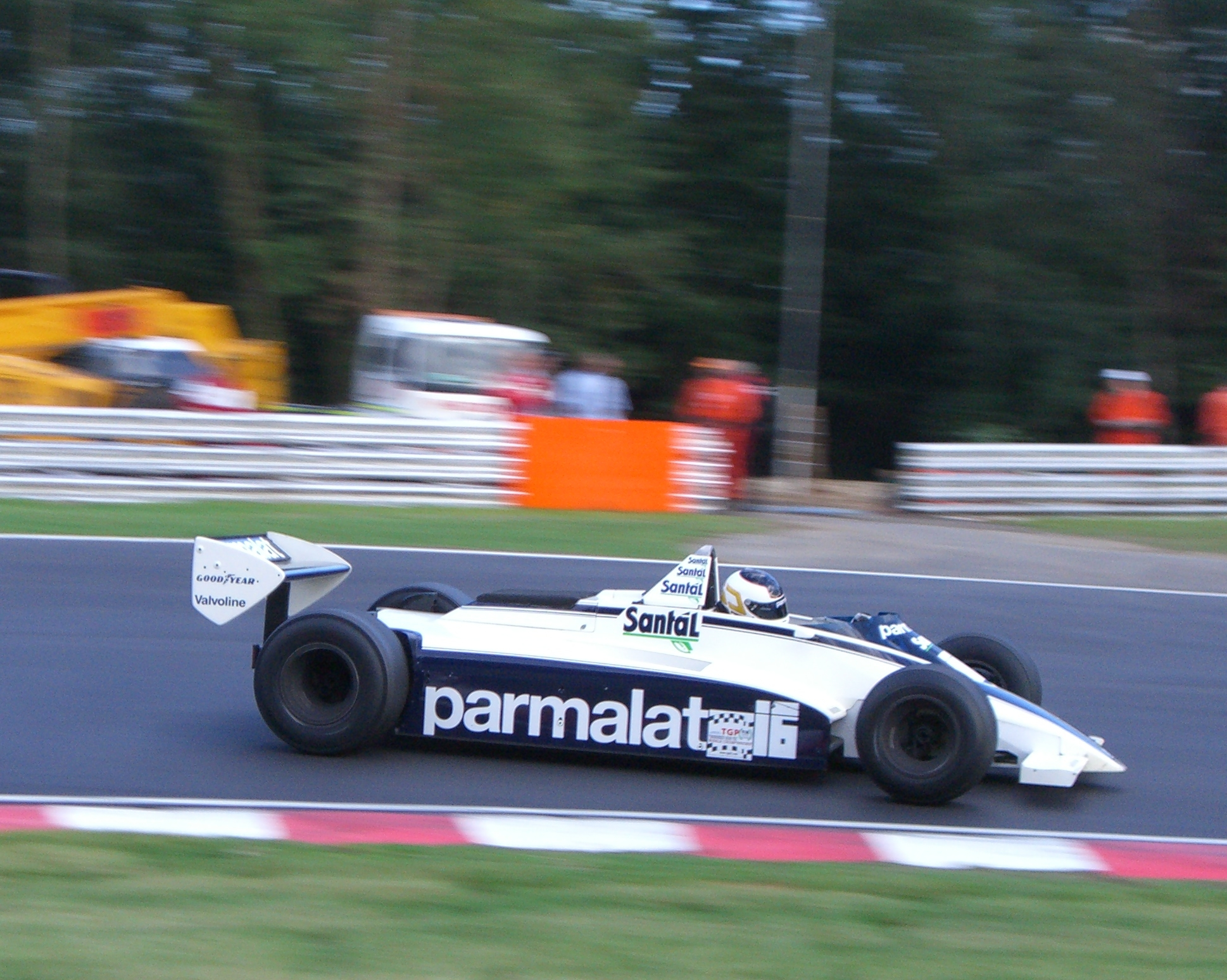
Una BT49D in gara a Brands Hatch nel 2005

Al Gran Premio del Sudafrica 1982 debuttò la Brabham BT50 con un motore turbo BMW M12/13 ma a causa della sua inaffidabilità per i due gran premi successivi venne utilizzata la BT49D. Al Gran Premio del Brasile Piquet ottenne la vittoria ma venne in seguito squalificato dopo una protesta di Renault e Ferrari, secondo cui la BT49D aveva gareggiato sottopeso grazie al sistema di raffreddamento ad acqua dei freni. Dopo avere boicottato il Gran Premio di San Marino, la BT49D venne utilizzata nuovamente da Patrese, chiamato a sostituire Rebaque, ai Gran Premi di Monaco, Stati Uniti Est e Canada, in cui ottenne rispettivamente una vittoria col giro più veloce, un ritiro causato da un incidente con Roberto Guerrero e un secondo posto.
Nel corso del suo impiego la BT49 fece sue in totale sette vittorie, sei pole position e 135 punti mondiali.
Attualmente alcune BT49 corrono ancora in campionati di auto storiche.

## Risultati in Formula 1
| Anno | Team                    | Motore                   | Gomme | Piloti |  |  |  |  |  |  |  |  |  |  |  |  |  |     |     | Punti | Pos. |
| ---- | ----------------------- | ------------------------ | ----- | ------ |  |  |  |  |  |  |  |  |  |  |  |  |  | --- | --- | ----- | ---- |
| 1979 | Parmalat Racing Brabham | Ford Cosworth DFV 3.0 V8 | G     | Lauda  |  |  |  |  |  |  |  |  |  |  |  |  |  | SP  |     | 0     | -    |
| 1979 | Parmalat Racing Brabham | Ford Cosworth DFV 3.0 V8 | G     | Zunino |  |  |  |  |  |  |  |  |  |  |  |  |  | 7   | Rit | 0     | -    |
| 1979 | Parmalat Racing Brabham | Ford Cosworth DFV 3.0 V8 | G     | Piquet |  |  |  |  |  |  |  |  |  |  |  |  |  | Rit | Rit | 0     | -    |

| Anno | Team                    | Motore                   | Gomme | Piloti  |   |     |    |     |     |    |     |   |     |    |     |     |     |     | Punti | Pos. |
| ---- | ----------------------- | ------------------------ | ----- | ------- | - | --- | -- | --- | --- | -- | --- | - | --- | -- | --- | --- | --- | --- | ----- | ---- |
| 1980 | Parmalat Racing Brabham | Ford Cosworth DFV 3.0 V8 | G     | Piquet  | 2 | Rit | 4  | 1   | Rit | 3  | 4   | 2 | 4   | 5  | 1   | 1   | Rit | Rit | 55    | 3º   |
| 1980 | Parmalat Racing Brabham | Ford Cosworth DFV 3.0 V8 | G     | Zunino  | 7 | 8   | 10 | Rit | Rit | NQ | Rit |   |     |    |     |     |     |     | 55    | 3º   |
| 1980 | Parmalat Racing Brabham | Ford Cosworth DFV 3.0 V8 | G     | Rebaque |   |     |    |     |     |    |     | 7 | Rit | 10 | Rit | Rit | 6   | Rit | 55    | 3º   |

| Anno | Team                    | Motore                   | Gomme | Piloti  |     |     |     |   |     |     |     |   |     |   |     |   |     |     |     | Punti | Pos. |
| ---- | ----------------------- | ------------------------ | ----- | ------- | --- | --- | --- | - | --- | --- | --- | - | --- | - | --- | - | --- | --- | --- | ----- | ---- |
| 1981 | Parmalat Racing Brabham | Ford Cosworth DFV 3.0 V8 | M G   | Piquet  | 3   | 12  | 1   | 1 | Rit | Rit | Rit | 3 | Rit | 1 | 3   | 2 | 6   | 5   | 5   | 61    | 2º   |
| 1981 | Parmalat Racing Brabham | Ford Cosworth DFV 3.0 V8 | M G   | Rebaque | Rit | Rit | Rit | 4 | Rit | NQ  | Rit | 9 | 5   | 4 | Rit | 4 | Rit | Rit | Rit | 61    | 2º   |

| Anno | Team                    | Motore                   | Gomme | Piloti  |  |     |     |  |  |   |     |   |  |  |  |  |  |  |  |  | Punti | Pos. |
| ---- | ----------------------- | ------------------------ | ----- | ------- |  | --- | --- |  |  | - | --- | - |  |  |  |  |  |  |  |  | ----- | ---- |
| 1982 | Parmalat Racing Brabham | Ford Cosworth DFV 3.0 V8 | G     | Piquet  |  | SQ  | Rit |  |  |   |     |   |  |  |  |  |  |  |  |  | 19    | 9º   |
| 1982 | Parmalat Racing Brabham | Ford Cosworth DFV 3.0 V8 | G     | Patrese |  | Rit | 3   |  |  | 1 | Rit | 2 |  |  |  |  |  |  |  |  | 19    | 9º   |

| Legenda | 1º posto     | 2º posto | 3º posto    | A punti         | Senza punti/Non class.  | Grassetto – Pole position Corsivo – Giro più veloce |
| Legenda | Squalificato | Ritirato | Non partito | Non qualificato | Solo prove/Terzo pilota | Grassetto – Pole position Corsivo – Giro più veloce |